# Virgilius Haugk
Virgilius Haugk (auch Virgilius Haug, * zwischen 1490 und 1500 in Böhmen; † vor 1555 in Breslau) war ein deutscher Komponist und Musiktheoretiker böhmischer Herkunft.

## Leben und Werk
Über Jugend und Ausbildung Virgilius Haugks ist wenig bekannt. Er ist zwischen 1538 und 1544 als Signator an der Lateinschule und Pfarrkirche St. Elisabeth in Breslau nachweisbar. Sein Rektor Andreas Winkler druckte 1541 das von Haugk verfasste Lehrbuch Erotemata musicae practicae (Breslau 21545), das die Grundlagen der Choral- und Mensuralmusik behandelt. Der Komponist und Drucker Georg Rhaw nahm 1542 vier Hymnenkompositionen und 1544 das kunstvolle Choralquodlibet Wir glauben all – Vater unser in seine Sammlungen auf.